# Eucharis x grandiflora
Eucharis × grandiflora (lirio do amazonas') é uma espécie herbácea, perene e planta bulbosa pertencente à familia das Amarilidáceas.  É o resultado do cruzamento natural entre Eucharis moorei e Eucharis sanderi. Seu habitat é distribuído do oeste da Colômbia ao oeste do Equador.
Apresenta folhas verdes-escuras com uma haste floral de 60 cm de altura. Cada haste brota de 5 a 10 flores, brancas e perfumadas, parecidas com as dos narcisos. Pode ser utilizado como planta de interior debido ao seu exótico perfume e a menor necessidade de luz. Cultivado no exterior necessita  de calor, de pelo menos 15°C, combinadas com um teor de umidade relativamente alto. Os bulbos pode ser plantados na primavera e, como não convém transplantá-los, eles podem ser deixados no mesmo vaso por varios años. No Brasil, floresce no inverno e na primavera.